# Hilfskessel
Ein Hilfskessel ist ein kleinerer Dampferzeuger in einer größeren Dampfkesselanlage, der die Dampfversorgung sicherstellt oder stützt, während der Hauptkessel außer Betrieb ist oder nicht genügend Dampf liefert.

## Hilfskessel in Kraftwerken und Industrieanlagen

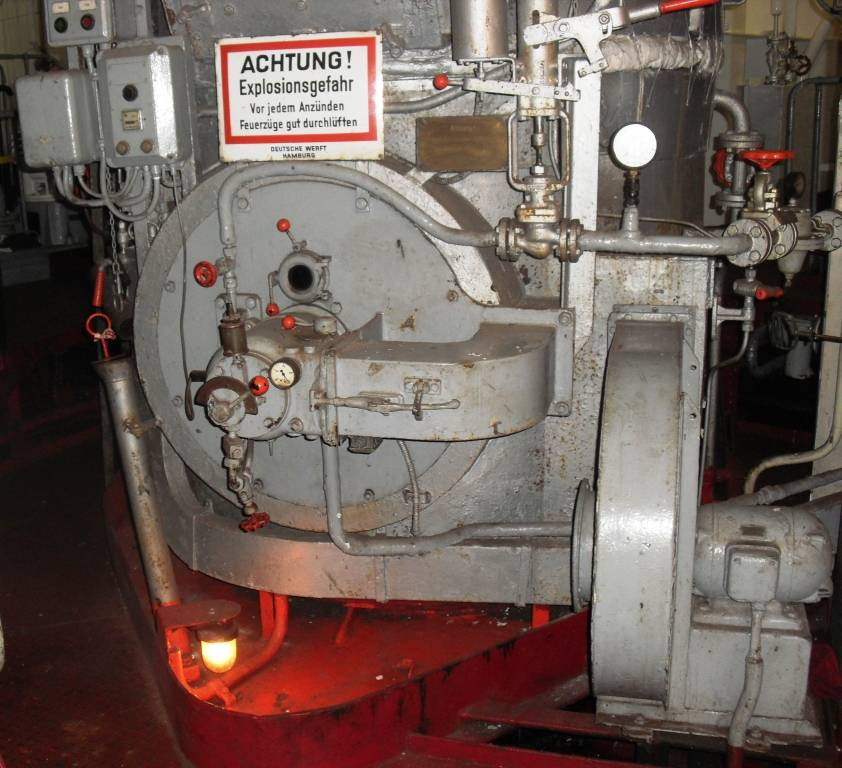
Vertikaler Hilfskessel auf einem Stückgutfrachter der 60er Jahre

Die meisten größeren Dampfkraftwerke verfügen über einen Hilfskessel, der dazu dient, die Anlage bei Stillstand des Hauptkessels warmzuhalten, den Anfahrvorgang durch Vorwärmen zu verkürzen und einige interne und externe Systeme zu versorgen, die immer Heizdampf benötigen. Insbesondere wenn externe Dampfverbraucher (Fernwärme- oder industrielle Prozesswärmeabnehmer) angeschlossen sind, besteht normalerweise eine vertragliche Lieferpflicht. In einem solchen Fall wird ein Hilfskessel auch zur Besicherung von ungeplanten Anlagenstillständen vorgehalten.
Da Hilfskessel nicht für den Dauerbetrieb optimiert sind, stehen bei der Wahl des Typs nicht maximaler Wirkungsgrad und geringste Betriebskosten im Vordergrund, sondern andere Aspekte wie kompakte Bauweise, schnelle Startzeiten und hohe Lastgradienten. Häufig handelt es sich bei Hilfskesseln um gas- oder ölgefeuerte Großwasserraumkessel.
Falls am Standort mehrere Blöcke mit mehreren unabhängigen Dampfkesseln existieren, so besteht eventuell die Möglichkeit, diese über eine Hilfsdampfsammelschiene zu verbinden. In einem solchen Fall kann auf einen Hilfskessel verzichtet werden, weil die Kessel einander als Hilfskessel zur Verfügung stehen.

## Hilfskessel auf Schiffen

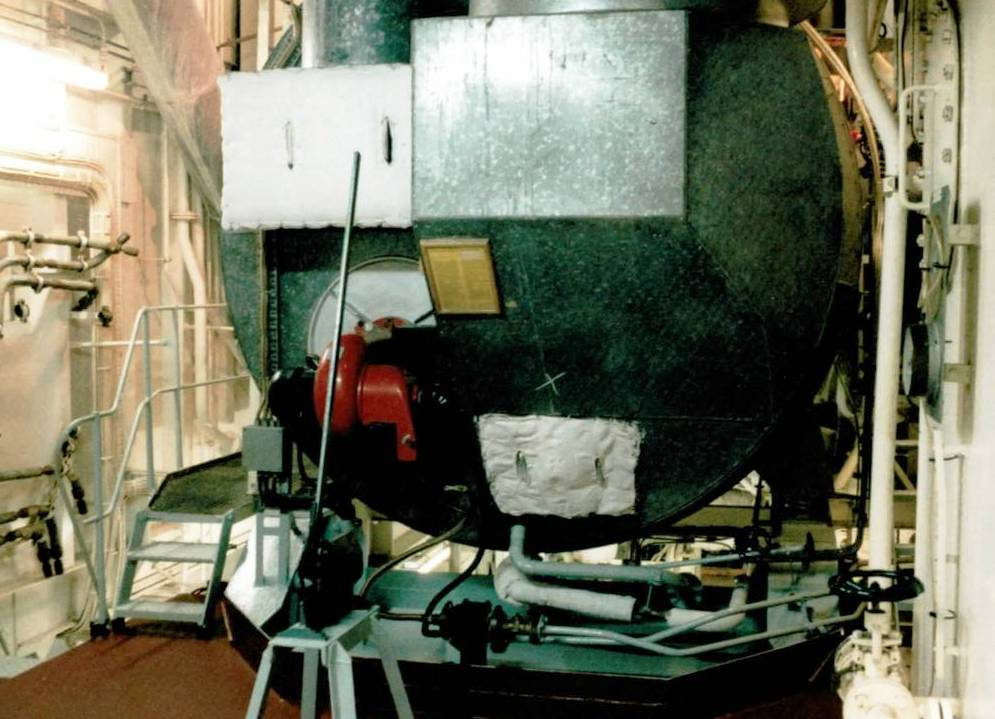
Blick auf die Brennerseite eines kombinierten Abgas- und Hilfskessels

Auf größeren Handelsschiffen wird der Dampf vorwiegend zur Schwerölaufbereitung (um 95 °C) und zur Endvorwärmung (um 130 °C) benötigt. Außerdem dient er zur Wohnraumbeheizung und Warmwasserversorgung. Der Abgaskessel und der Hilfskessel sind über das gemeinsame Dampfsystem verbunden. Über eine einfache Zweipunktregelung werden der Brenner und das Gebläse des Hilfskessels eingeschaltet, wenn der Druck im Dampfsystem einen unteren Grenzwert (z. B. 6 bar) unterschreitet. Die Abschaltung erfolgt dann z. B. bei 7 bar. Im Seebetrieb liefert der Abgaskessel in der Regel genügend Dampf, so dass der Hilfskessel nur bei kleiner Last (Revierbetrieb) oder bei stillstehender Maschine (im Hafen) zuschaltet.
Eine andere, auf Schiffen jedoch selten angewendete Methode zur Beheizung ist die Anwendung von Thermoöl statt des Wasser-Dampf-Kreislaufes. Auch hier wird ähnlich wie beim Wasser-Dampf-Kreislauf ein abgasbeheizter Wärmetauscher genutzt. Vorteil ist ein "druckloses" System, Nachteile sind die Kosten für das Thermoöl und die höhere Gefährdung: Gerissene Rohre führen im Abgasstrang zu Ölleckagen und Bränden. 
Auf kleineren Schiffen, die mit Marinedieselöl (MDO) als Brennstoff betrieben werden, reichen niedrigere Temperaturen aus. Daher wird hier häufig ein Warmwasserkessel zur Wohnraumbeheizung und zur Warmwasserversorgung genutzt. Im Betrieb auf See wird vorwiegend das Süßkühlwasser des Hauptmotors zur Beheizung genutzt (Abwärmenutzung).